# Deutscher Fussball Klub
Deutscher Fussball Klub var en fotbollsklubb från Montevideo i Uruguay. Klubben grundades 1896 och upplöstes 1909. Under tiden i Primera División spelade laget sina hemmamatcher på Parque Central.
Laget bytte namn vid två tillfällen under den korta tiden som laget existerade; inför säsongen 1905 bytte klubben namn till Sport Club Teutonia, och inför säsongen 1907 ändrades namnet till Club Atlético Montevideo.
| Lag                      | S   | V  | O  | F  | GM  | IM  | MS   | P  |
| ------------------------ | --- | -- | -- | -- | --- | --- | ---- | -- |
| Deutscher Fussball Klub  | 36  | 10 | 4  | 22 | 44  | 96  | −52  | 24 |
| Sport Club Teutonia      | 18  | 6  | 2  | 10 | 26  | 40  | −14  | 14 |
| Club Atlético Montevideo | 47  | 12 | 7  | 28 | 44  | 100 | −56  | 31 |
| Totalt                   | 101 | 28 | 13 | 60 | 114 | 236 | −122 | 69 |

### Webbkällor
- Abbink, Dinant; Tabeira, Martín. ”Uruguay - List of Final Tables 1900-2000” (på engelska). RSSSF. Arkiverad från originalet den 30 oktober 2013. https://web.archive.org/web/20131030033821/http://rsssf.com/tablesu/uruhist.html. Läst 26 november 2013.
- Javier de Léon Caballero, Edgardo; Arias Zunino, Walter. ”1901 season” (på en, de, es och fr). IFFHS. Arkiverad från originalet den 29 oktober 2013. https://web.archive.org/web/20131029192903/http://iffhs.de/?42a06fe3803e23c0ba76055a62c17e33e10f72017f7370eff3702bb0a35bb6d28fb3c0ce52d00e09. Läst 26 november 2013.

### Fotnoter
1. ↑  ”1905 season”. IFFHS. Arkiverad från originalet den 29 oktober 2013. https://web.archive.org/web/20131029190654/http://iffhs.de/?42a06fe3803e23c0ba76055a22c17e33e10f72017f7370eff3702bb0a35bb6d28fb3c0ce52d00e13. Läst 26 november 2013.
2. ↑  ”1907 season”. IFFHS. Arkiverad från originalet den 29 oktober 2013. https://web.archive.org/web/20131029190651/http://iffhs.de/?42a06fe3803e23c0ba76055a02c17e33e10f72017f7370eff3702bb0a35bb6d28fb3c0ce52d00e0e. Läst 26 november 2013.